# سعید پدرامی
سعید پدرامی  سیاست‌مدار ایرانی بود، که در  دوره بیست و دوم 
و  دوره بیست و سوم   بعنوان نماینده تبریز در مجلس شورای ملی حضور داشت. 